# Trigonodactylus arabicus
Trigonodactylus arabicus (піщаний гекон аравійський) — вид геконоподібних ящірок родини геконових (Gekkonidae). Мешкає на Аравійському півострові та в Ірані.

## Поширення і екологія
Аравійські піщані гекони мешкають в Саудівській Аравії, Бахрейні, Катарі, ОАЕ і Омані, спостерігалися в Кувейті, Йорданії і Ірані. Вони живуть в піщаних пустелях. Зустрічаються на висоті до 600 м над рівнем моря. Ведуть нічний спосіб життя.